# Монтіселло (Нью-Йорк)
Монтіселло (англ. Monticello) — селище (англ. village) в США, в окрузі Салліван штату Нью-Йорк. Населення — 7173 особи (2020).

## Географія
Монтіселло розташоване за координатами 41°39′6″ пн. ш. 74°41′18″ зх. д. / 41.65167° пн. ш. 74.68833° зх. д. (41.651718, -74.688222).  За даними Бюро перепису населення США в 2010 році селище мало площу 10,38 км², з яких 10,32 км² — суходіл та 0,06 км² — водойми.

## Демографія
Згідно з переписом 2010 року, у селищі мешкало 6726 осіб у 2677 домогосподарствах у складі 1486 родин. Густота населення становила 648 осіб/км².  Було 3270 помешкань (315/км²).
Расовий склад населення:
| - 49,4 % — білих - 32,1 % — чорних або афроамериканців - 2,4 % — азіатів - 0,6 % — корінних американців - 9,4 % — осіб інших рас |

До двох чи більше рас належало 6,0 %. Частка іспаномовних становила 29,9 % від усіх жителів.
За віковим діапазоном населення розподілялося таким чином: 28,1 % — особи молодші 18 років, 59,7 % — особи у віці 18—64 років, 12,2 % — особи у віці 65 років та старші. Медіана віку мешканця становила 34,1 року. На 100 осіб жіночої статі у селищі припадало 97,1 чоловіків;  на 100 жінок у віці від 18 років та старших — 92,2 чоловіків також старших 18 років.
Середній дохід на одне домашнє господарство  становив 38 272 долари США (медіана — 26 376), а середній дохід на одну сім'ю — 49 183 долари (медіана — 37 679). Медіана доходів становила 31 771 долар для чоловіків та 30 938 доларів для жінок. За межею бідності перебувало 35,1 % осіб, у тому числі 46,9 % дітей у віці до 18 років та 17,0 % осіб у віці 65 років та старших.
Цивільне працевлаштоване населення становило 2524 особи. Основні галузі зайнятості: освіта, охорона здоров'я та соціальна допомога — 35,1 %, роздрібна торгівля — 20,7 %, мистецтво, розваги та відпочинок — 14,8 %.